# Ion Ignatiuc
Ion Ignatiuc (n. 15 februarie 1893, comuna Prepelița, Basarabia – d. 23 ianuarie 1943, Gulagul sovietic) a fost un om politic român, una din numeroasele victime ale comunismului sovietic.

## Sfatul Țării
Ion Ignatiuc, țăran, membru al Sfatului Țării la data de 27 martie 1918 a votat Unirea Basarabiei cu România.

## Victimă a represiunii comunismului sovietic
În iunie 1940 au fost ridicați toți foștii deputați din Sfatul Țării care se aflau în viață pe teritoriul răpit al Basarabiei printre care și Ion Ignatiuc .